# 7378 Herbertpalme
A 7378 Herbertpalme (ideiglenes jelöléssel 1981 EK18) a Naprendszer kisbolygóövében található aszteroida. Schelte J. Bus fedezte fel 1981. március 2-án.